# Francisco Álvarez (militar)
Francisco Álvarez fue un militar argentino que ejerció brevemente como gobernador de la Provincia de San Luis entre el 27 de enero y 7 de febrero de 1867.
A fines de 1866 estalló en la ciudad de Mendoza la Revolución de los Colorados, formada por antiguos miembros del Partido Federal, que en muy poco tiempo logró controlar las provincias de Mendoza y San Juan. Desde allí, el ejército federal marchó contra la provincia de San Luis, cuyo gobernador, Justo Daract, decidió entregar el mando al único funcionario que aceptó tomarlo, Feliciano Trinidad Barbosa.
El comandante Francisco Álvarez entró en San Luis junto con el coronel Felipe Saá, al frente de sus tropas, aumentado con la incorporación de varios contingentes de voluntarios. Poco después fue nombrado gobernador provisorio por un grupo de vecinos.
El pueblo se reunió en Asamblea Electoral, convocado por el Sr. Jefe de Policía D. David Flores, a nombre del Sr. Director de la Guerra D. Carlos Juan Rodríguez, al objeto de nombrar un Gobernador Provisorio, por hallarse la provincia de San Luis en acefalía.
Se procedió al nombramiento de un presidente y secretario, resultando electos por mayoría, para presidente el Sr. Presbítero Dn. Francisco G. Pena y para secretario el ciudadano D. Víctor C. Guiñazú, quedando de esta manera instalado el Cuerpo Soberano de la provincia que debe elegir el Gobernador Provisorio. Tomando los señores presidente y secretario sus respectivos asientos, se procedió a recibir el sufragio del pueblo elector, resultando electo canónicamente para Gobernador Provisorio el ciudadano coronel Felipe Saá, quien no encontrándose en la ciudad se le hizo saber su elección con las formalidades de estilo, para que se apersone a la brevedad posible a tomar posesión del mando, previo el juramento de ley.
- Datos: Q32184820